# Nathaniel Palmer
Nathaniel Brown Palmer (Stonington, Connecticut, 8 de agosto de 1799 – Stonington, 21 de junho de 1877) foi um capitão baleeiro estadunidense, considerado o codescobridor da Antártida.

## Biografia
Nascido em Stonington,Connecticut, ingressou muito jovem na marinha como marinheiro. Em 1820, durante uma campanha de caça baleeira nas cercanias das ilhas Shetland do Sul a bordo do "Hero", uma chalupa de 14 m de comprimento, decidiu aventurar-se mais ao sul.

### Codescoberta da Antártida
O 17 de novembro de 1820, descobre uma terra que não estivera identificada nos mapas. Por essas datas, tanto um barco da Marinha Imperial Russa comandado por Fabian Gottlieb von Bellingshausen como outro da Royal Navy britânica ao comando de Edward Bransfield navegam pela mesma zona, e, por esta razão, essas três pessoas são consideradas como os codescobridores da Antártida. Durante esta expedição, Palmer descobriria também as ilhas Órcades do Sul.
Palmer seguiu carreira como comandante, mudando posteriormente para desenhista e construtor e, finalmente, proprietário de clippers. Morreu em 1877, à idade de 78 anos. Foi enterrado próximo de sua casa victoriana em Stonington que foi transformada em museu.
As terras que descobriu receberam o nome de Palmer Land, ainda que posteriormente os britânicos as tenham rebatizado como Graham Land. Atualmente, são conhecidas como península Palmer. Em honra do capitão, também levam seu nome o arquipélago Palmer, uma estação científica estadunidense (Estação Palmer), situada numa das ilhas do mesmo arquipélago e um quebra-gelo estadunidense, o RV Nathaniel B. Palmer.